# Fabrizio Zardini
Fabrizio Zardini (Cortina d'Ampezzo, 28 gennaio 1967 – Belluno, 30 aprile 2024) è stato un fondista e sciatore alpino italiano paralimpico, vincitore di due medaglie paralimpiche (un oro) e di una medaglia mondiale.

## Biografia
Enologo originario di Cortina d'Ampezzo, nel 1990 subì un incidente di volo durante un atterraggio con il deltaplano che lo rese paraplegico.

### Carriera sciistica
Attivo inizialmente nello sci di fondo, Zardini esordì ai Giochi paralimpici invernali a Tignes 1992, dove si classificò 7º nella 10 km, 11º nella 5 km e 7º nela staffetta; passato allo sci alpino, ai VII Giochi paralimpici invernali di Nagano 1998 si piazzò 8º nella discesa libera, 10º nel supergigante, 9º nello slalom speciale e non completò lo slalom gigante, mentre ai Mondiali di Anzère 2000 vinse la medaglia d'argento nello slalom gigante e fu 4º nella discesa libera e 5º nel supergigante.
Agli VIII Giochi paralimpici invernali di Salt Lake City 2002 vinse la medaglia d'oro nel supergigante, quella di bronzo nella discesa libera, si classificò 9º nello slalom speciale e non completò lo slalom gigante e ai IX di Torino 2006, suo congedo agonistico, dopo aver pronunciato il giuramento olimpico per gli atleti durante la cerimonia di apertura si piazzò 8º sia nella discesa libera sia nel supergigante e non completò lo slalom gigante.

### Altre attività
Dopo il ritiro dallo sci si dedicò al curling in carrozzina nel ruolo di skip.

## Palmarès

### Paralimpiadi
- 2 medaglie[4]:
  - 1 oro (supergigante a Salt Lake City 2002)
  - 1 bronzo (discesa libera a Salt Lake City 2002)

### Mondiali
- 1 medaglia[1]:
  - 1 argento (slalom gigante ad Anzère 2000)